# فرودگاه شهری آلبانی (تگزاس)
فرودگاه شهری آلبانی (تگزاس) (به انگلیسی: Albany Municipal Airport (Texas)) یک فرودگاه همگانی بهره‌برداری هوایی است که یک باند فرود آسفالت دارد و طول باند آن ۱۵۲۴ متر است. این فرودگاه در شهر آلبانی، تگزاس کشور ایالات متحده آمریکا قرار دارد و در ارتفاع ۴۳۴ متری از سطح دریا واقع شده‌است.